# گلادیس نایت
گلادیس نایت (به انگلیسی: Gladys Knight) متولد ۱۹۴۴ در آتلانتا، معروف به شهبانوی سول (به انگلیسی: Empress of Soul) خوانندهٔ مشهور در سبک سول وR&Bاست.
او در دهه‌های شصت و هفتاد میلادی به همراه گروه Gladys Knight & the Pips به موفقیت دست یافت.
او همچنین در فیلم آدمکش‌های هالیوود و بیست دلار ایفای نقش کرده‌است.